# 영구 평화론
《영구 평화론》(Zum ewigen Frieden. Ein philosophischer Entwurf)은 독일의 철학자 이마누엘 칸트의 저작이다. 칸트의 도덕론에 의하면 전쟁은 악이며 영구평화야말로 인류가 도달해야 할 의무였다. 전쟁이 인격의 품위를 파괴하고 자유를 손상시키기 때문이다. 물론 유한한 인간에게 있어서 영구평화는 영원한 과제였으며, 구체적이며 현실적인 조건을 제안한 것이 이 저서이다.
칸트가 제안한 영구평화의 실현을 방해하는 것을 제지시키는 예비조항은 다음과 같다.
① 장래의 전쟁을 위한 재료를 은밀히 보류한 채로 맺는 평화조약은 불가하다, ② 독립국이 타국에 영유(領有)되지 말 것, ③ 상비군의 점진적인 전폐, ④ 대외전쟁을 위한 국채(國債)의 불가, ⑤ 타국에의 정치적 간섭 금지, ⑥ 전쟁중 어떠한 국가도 암살자의 사용 등 신뢰를 배신하는 비열수단을 취하지 않을 것.
영구평화를 위한 적극적 조건인 확정조항.
① 각 국가가 공화 정체이어야 할 것, ② 자유로운 여러 국가의 연맹, ③ 각 국민 상호간의 방문 보증. 칸트의 평화론은 제1차대전 후의 국제연맹이나 국제연합의 이론을 이미 18세기에 제안한 것이라고 할 수 있다.

## 영향
대중적이고 책임 있는 정부가 평화와 상업을 촉진하는 경향이 더 크다는 일반적인 생각은 유럽 사상과 정치 관행의 흐름에서 하나의 흐름이 되었다. 조지 캐닝의 미국 정책과 파머스턴 경의 외교 정책의 한 요소였다. 그것은 또한 우드로 윌슨, 조지 크릴 및 웰스의 자유주의 국제주의로 대표되었다. 유엔에서 1940년대에 명확하게 표현되었다.
1차 세계 대전 초기에 웰스는 프로이센 군국주의와 독재가 대중 정부로 대체되면 유럽 국가들은 결코 전쟁을 일으키지 않을 것이라는 근거로 전쟁을 끝내기 위한 전쟁이 될 것이라고 말했다. 왜냐하면 군국주의와 군비는 독일의 위협에서 비롯되었기 때문이다. 이 아이디어는 다음 4년 동안 많이 반복되고 단순화되었다. 현재 민주주의 자체가 전쟁을 예방하거나 최소화해야 한다는 사상은 다양한 민주평화론으로 대표된다.
1909년 노먼 에인절은 기술적으로 승리한 국가라도 현대 상업은 전쟁을 필연적으로 무익하게 만들었으며 따라서 성공적인 전쟁의 가능성은 위대한 환상이라고 주장했다. 슘페터는 자본주의가 근대 국가를 본질적으로 평화롭게 만들고 경제적으로 오래된 귀족 엘리트에게 유리했던 제국주의에 반대하게 만들었다고 주장했다.

## 참고 문헌
- 이 문서에는 다음커뮤니케이션(현 카카오)에서 GFDL 또는 CC-SA 라이선스로 배포한 글로벌 세계대백과사전의 내용을 기초로 작성된 글이 포함되어 있습니다.

## 같이 보기
- 민주평화론